# Pierre Sandrin
Pour les articles homonymes, voir Sandrin.
Pierre Regnault, dit Pierre Sandrin, né vers 1495[Où ?] et mort après 1560, est un compositeur français de la Renaissance.

## Biographie
Pierre Sandrin a été un compositeur fameux en son temps. Il a été au service de François Ier, Henri II, et Hippolyte d'Este vers 1550-1560. Il est l'auteur de cinquante chansons à quatre voix, sur des textes galants, parues entre 1538 et 1556. Certaines de ses chansons s'inspirent du style de Claudin de Sermisy, d'autres de la frottole (la frottola italienne). Il est aussi en 1543 le premier à écrire des chansons strophiques, à l'origine des chansons en forme de voix-de-ville (qu'on appelait à l'époque « chansons en vaudeville »), sans qu'elles aient aucun lien proche avec le vaudeville qui prospéra bien plus tard au théâtre.